# Трипалладийгептаиндий
Трипалладийгептаиндий — бинарное неорганическое соединение
палладия и индия
с формулой In7Pd3,
кристаллы.

## Получение
- Сплавление стехиометрических количеств чистых веществ:

{\displaystyle {\mathsf {3Pd+7In\ {\xrightarrow {676^{o}C}}\ In_{7}Pd_{3}}}}

## Физические свойства
Трипалладийгептаиндий образует кристаллы
кубической сингонии,
пространственная группа I m3m,
параметры ячейки a = 0,94359 нм, Z = 4,
структура типа гептастаннида трииридия Ir3Sn7
.
Соединение образуется по перитектической реакции при температуре 676°C.
Ранее этой фазе приписывали формулу In3Pd .